# Bernard VII van Armagnac
Bernard VII van Armagnac (1360 - Parijs, 12 juni 1418) was graaf van Armagnac en connétable van Frankrijk. Hij was de zoon van Jan II en Jeanne de Périgord. Hij volgde zijn broer, Jan III,  na diens dood in 1391 op als graaf van Armagnac. Na een langdurige strijd, werd hij in 1412 ook erkend als graaf van Comminges. Hij was factiehoofd in de Burgeroorlog tussen Armagnacs en Bourguignons.

## Leven
Toen zijn broer Jan III, die aanspraak meende te maken op het koninkrijk Majorca, eind 1389 in het noorden van Catalonië binnenviel in een poging de continentale bezittingen van dit koninkrijk (het graafschap Roussillon) in te nemen, had Bernard het bevel over een deel van diens strijdkrachten.
Bernard trouwde met Bonne van Berry, dochter van Jan van Berry, en weduwe van graaf Amadeus VII van Savoye. Hij won voor het eerst aan invloed aan het Franse hof toen hertog Lodewijk I van Orléans in 1389 trouwde met Valentina Visconti, de dochter van Gian Galeazzo Visconti, hertog van Milaan. Bernards zus Beatrix was getrouwd met Valentina's neef Carlo, een zoon van Bernabò Visconti (27 januari 1382).
Na de moord op Lodewijk in 1407, bleef Armagnac een voorvechter van de belangen van Orléans. Hij liet zijn dochter Bonne in 1410 in het huwelijk treden met de jonge hertog Karel van Orléans. Bernard van Armagnac werd nu het nominale hoofd van de factie die Jan zonder Vrees bestreed in de Burgeroorlog tussen Armagnacs en Bourguignons, en deze factie werd daarom Armagnacs genoemd.
Hij werd eind 1415 connétable van Frankrijk en hoofd van het bestuur van de Dauphin, de toekomstige koning Karel VII, totdat de Bourgondiërs in de nacht van 28 op 29 mei 1418 Parijs binnenvielen. Hij werd op 12 juni 1418 een van de eerste slachtoffers van de in de loop van enkele weken in de zomer aangerichte bloedbaden waarin meer dan 550 van zijn echte of vermeende volgelingen werden gedood. Kroniekschrijvers vermelden dat zijn huid in repen gevild werd zodat het leek of hij de Bourgondische kleuren droeg. Na zijn dood werd het lijk door de straten gesleept en geëxposeerd, waarna het in ongewijde grond werd begraven.

## Kinderen
- Jan IV (1396-1450),  graaf van Armagnac  getrouwd met 1) Blanche, dochter van Jan IV van Bretagne en 2) Isabella, dochter van Karel III van Navarra
- Anne (1402-1473), getrouwd met Karel II van Albret
- Bonne (1399 -1430/5), getrouwd met Karel van Orléans
- Bernard van Pardiac (1400-1462), getrouwd met Eleanor, erfgename van La Marche